# Bulvar
Bulvar (nizozemsko Bolwerk, francosko boulevard) tudi avenija (francosko avenue) oz. aleja (francosko allée) je široka ulica, običajno obdana z drevesi, z več pasovi za vozila in širokimi površinami za pešce. 
Beseda izvira iz germanske besede »bolverk«, ki pomeni obrambni zid, bastijon. Bulvarji so nastali kot polkrožne ulice na območju, kjer je nekoč stalo mestno obzidje. Primer takšnih bulvarjev so veliki pariški bulvarji. Sprva so imeli vlogo promenade, drevoredi pa so bili namenjeni tako pešcem kot avtomobilom.
V današnjih mestih bulvarji označujejo tudi druge široke ulice, ki povezujejo ali vodijo v nek pomemben del mesta. 